# 安井源治
安井 源治（やすい げんじ、1914年12月9日- 1998年9月22日）は、フランス文学者。
京都府生まれ。1938年早稲田大学文学部卒、早大教授、85年定年退任、名誉教授。
パスカルなどフランス思想が専門。

## 著書
- 『中級フランス文法』秋山晴夫、島岡茂、川村克己、河村正夫共著　第三書房、1961

### 翻訳
- ジャック・シュヴァリエ『パスカル』松浪信三郎共訳 養徳社、1944
- 『パスカル科学論文集』松浪信三郎共訳、白水社、1948、のち「全集」人文書院
- R.トロワフォンテーヌ『サルトルとマルセル 二つの実存主義』弘文堂　アテネ新書、1950
- 『パスカル全集 第2巻　恩寵文書』岳野慶作共訳 人文書院、1959
- ジャン・ギットン『読書・思索・文章』中央出版社、1960
- ダニエル・ロップス『神の冒険者たち』ドン・ボスコ社、1962
- モーリャック『パスカルとその妹』林桂子共訳　理想社、実存主義・叢書　1963
- ダニエル・ロップス『キリストの証人たち 第6　インディアンの父<バルトロメ・デ・ラス・カサス> /イロクワ族のどれい<イザーク・ジョーグ神父> 』ドン・ボスコ社、1965
- ダニエル・ロップス『パスカルとわれらの心』清水弘文堂書房、1968
- ジャン・メナール『パスカル』みすず書房、1971
- クリスチアーヌ・ベルドゥ等『性 生理から心理まで』権寧共訳　朝日ソノラマ、1974
- アルベール・ベガン『パスカル』平岡昇共訳　白水社、1977